# Mark Wakefield
Mark Wakefield est un chanteur américain, connu pour avoir joué dans le groupe Xero, devenu après son départ Hybrid Theory, puis Linkin Park. Il est crédité comme auteur-compositeur sur plusieurs des anciennes chansons de Linkin Park.
En fin de compte, il n'a pas aimé jouer sur scène et a finalement quitté le groupe. Il devint ensuite manager du groupe Taproot. Il est également responsable du cover art pour l'album Toxicity de System of a Down.
En 2008, Mark Wakefield a retrouvé son ami Mike Shinoda et a collaboré avec lui sur une chanson nommée "Barack Your World", qui est une chanson en guise de plaisanterie. Cette chanson a été diffusée sur YouTube.